# Square Georges-Méliès
Le square Georges-Méliès est un square du 12e arrondissement de Paris, dans le quartier du Bel-Air. 

## Situation et accès

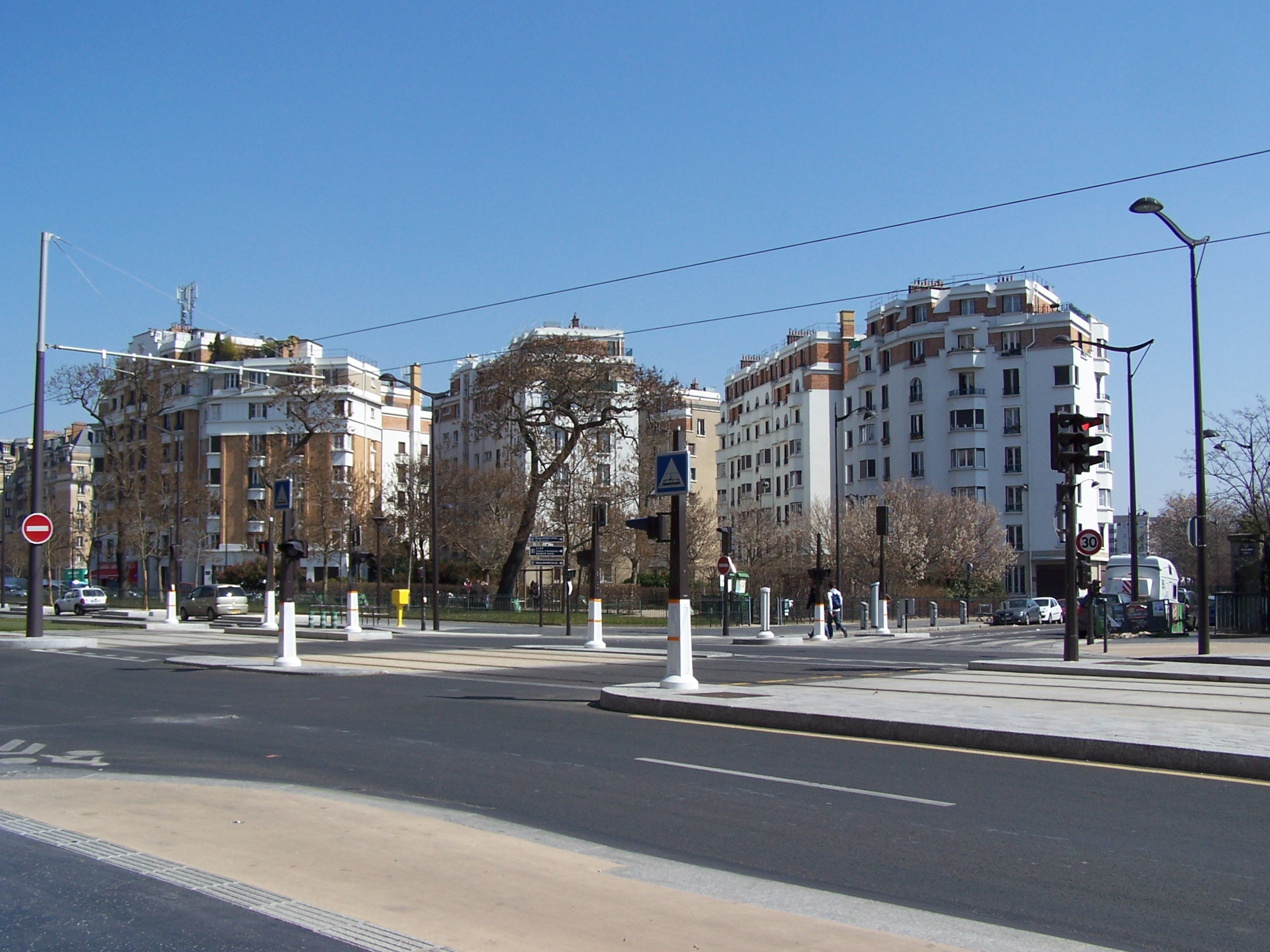
Vue de la porte de Montempoivre, sur le boulevard Soult, avec le square Georges-Mélies.

Ce square municipal est situé près de la porte de Montempoivre sur le boulevard Soult.
Il est encadré par le boulevard Soult à l'ouest, l'avenue Émile-Laurent au sud, la rue Ernest-Lavisse à l'est. Il est situé juste à côté du square Émile-Cohl. En 2007, il a obtenu le label « espaces verts écologiques » décerné par ÉCOCERT.
Le square est accessible par la ligne 3a du tramway d'Île-de-France à l'arrêt Montempoivre et par la ligne de métro 1 à la station Porte de Vincennes.

## Origine du nom
Le nom du square fait référence au réalisateur de films français Georges Méliès (1861-1938).

## Historique
Le square, d'une superficie de 2 994 m2, est créé en 1959.